# Jean Penzer
Jean Penzer (* 1. Oktober 1927 in Livry-Gargan, Frankreich; † 20. Mai 2021 in Châtenay-Malabry) war ein französischer Kameramann.

## Leben
Jean Penzer wurde an der École Louis Lumière ausgebildet und fotografierte nach einigen Jahren als Kameraassistent im Jahr 1957 seinen ersten Film als Chefkameramann.
In den folgenden Jahren arbeitete er für eine ganze Reihe von prominenten Regisseuren des französischen Unterhaltungskinos wie Claude Berri, Jean Girault und Henri Verneuil. Anspruchsvollere Aufgaben warteten auf ihn bei weniger im Zentrum des Medienrummels stehenden Produktionen von Chantal Akerman (Rendezvous d’Anna) und Jacques Demy (Ein Zimmer in der Stadt).

## Filmografie (Auswahl)
- 1960: Liebesspiele (Les jeux de l‘amour)
- 1960: Das Glück ist für morgen (Le bonheur est pour demain)
- 1960: Das Haus der 1000 Fenster (La millième fenêtre)
- 1960: Wo bleibt die Moral, mein Herr? (Le Farceur)
- 1961: Liebhaber für fünf Tage (L’Amant de cinq jours)
- 1963: Fünf Glückspilze (Les Veinards)
- 1966: Schornstein Nr. 4 (La voleuse)
- 1966: Der alte Mann und das Kind (Le vieil homme et l‘enfant)
- 1967: Hetzjagd (Un homme à abattre)
- 1969: Pack den Tiger schnell am Schwanz (Le Diable par la queue)
- 1970: Wenn Marie nur nicht so launisch wär’ (Les caprices de Marie)
- 1971: Neun im Fadenkreuz (Sans mobile apparent)
- 1973: Mach’s gut, Nicolas (Salut, l’artiste)
- 1975: Angst über der Stadt (Peur sur la ville)
- 1975: Aloise
- 1975: Der Unverbesserliche (L'incorrigibile)
- 1976: Der Greifer (L’Alpagueur)
- 1976: Der Körper meines Feindes (Le corps de mon ennemi)
- 1977: Frau zu verschenken (Préparez vos mouchoirs)
- 1978: Besuch Mama, Papa muß arbeiten (Va voir maman, papa travaille)
- 1978: Lady Oscar
- 1978: Annas Begegnungen (Les Rendez-vous d’Anna)
- 1979: 5 Prozent Risiko (5% de risque)
- 1979: Den Mörder trifft man am Buffet (Buffet froid)
- 1981: Malevil
- 1982: Die Spaziergängerin von Sans-Souci (La passante du Sans-Souci)
- 1982: Ein Zimmer in der Stadt (Une chambre en ville)
- 1983: Der Buschpilot (L’africain)
- 1984: Le bon Plaisir – Eine politische Liebesaffäre (Le bon plaisir)
- 1985: Abendanzug (Tenue de soirée)
- 1985: Mörderischer Engel (On ne meurt que deux fois)
- 1987: La rumba
- 1988: Bernadette – Das Wunder von Lourdes (Bernadette)
- 1989: Les Morts de la Seine
- 1990: Amelia Lopes O’Neill
- 1992: Casanovas Rückkehr (Le retour de Casanova)

## Auszeichnungen
- César 1980: Nominiert in der Kategorie Beste Kamera (Meilleure photo) für Den Mörder trifft man am Buffet (Buffet froid)
- César 1982: Nominiert in der Kategorie Beste Kamera (Meilleure photo) für Malevil (Malevil)
- César 1983: Nominiert in der Kategorie Beste Kamera (Meilleure photo) für Ein Zimmer in der Stadt (Une chambre en ville)
- César 1986: Gewonnen in der Kategorie Beste Kamera (Meilleure photo) für Mörderischer Engel (On ne meurt que deux fois)